# Hadaka Matsuri
Hadaka Matsuri (literalmente Festival Desnudo) es un tipo de festival japonés de ámbito religioso que llevan a cabo los seguidores del Sintoísmo. Estos festivales se caracterizan por la semidesnudez de los participantes como medio de purificación: solamente llevan el fundoshi, prenda tradicional japonesa. Dentro de los Hadaka Matsuri , existen varios tipos; los tres más conocidos son el de la ciudad de Okayama, en el templo Saidai-ji; el de Inazawa, en el templo Owari Okunitama Jinja; y el de Fukuoka, en el templo Hakozaki.
| Festival                       | Fecha                                  | Lugar                                                               |
| ------------------------------ | -------------------------------------- | ------------------------------------------------------------------- |
| Saidai-ji Eyo (Hadaka Matsuri) | tercer sábado de febrero               | Saidaijinaka, Higashi-ku, Okayama-shi, Okayama-ken 704-8116, Japón  |
| Naoi Shinji (Hadaka Matsuri)   | 13 de enero, según el calendario lunar | Kounomiya, Inazawa-shi, Aichi-ken 492-8137, Japón                   |
| Tamaseseri (Hadaka Matsuri)    | 3 de enero                             | Hakozaki, Higashi Ward, Fukuoka, Fukuoka Prefecture 812-0053, Japón |

## Saidai-ji Eyo
Se celebra cada año el tercer fin de semana de febrero. En él se reúnen más de 9000 devotos en el templo Saidaiji con el objetivo de ser el primero en encontrar y coger el amuleto que un sacerdote lanza a la multitud. Según la tradición, a la persona que lo consigue le seguirá un año de buena suerte.

### Historia
La historia del Saidai-ji Eyo Hadaka Matsuri se remonta a hace 500 años. En aquel momento, los fieles de la religión sintoísta competían entre ellos para conseguir los talismanes que los sacerdotes lanzaban. Los talismanes, llamados  Go-o, eran de papel y servían como representación del final del entrenamiento al que se sometían para el Año Nuevo. Sin embargo, los papeles no eran lo suficientemente resistentes para aguantar, por eso se sustituyeron por barras de madera, llamadas shinji, que permitieron continuar con la tradición como se había conocido hasta entonces.

### Procedimiento
El festival comienza con una celebración de prueba para los niños a las 16:00. Acto seguido hay un concierto del tradicional tambor japonés, el Taiko, y bailes tradicionales. A pesar de encontrarse en pleno invierno y que las temperaturas estén bajo cero, a medida que se acerca la hora, los participantes se meten en una piscina de agua helada al son de «¡wasshoi, wasshoi!», un grito de ánimo para todos ellos.

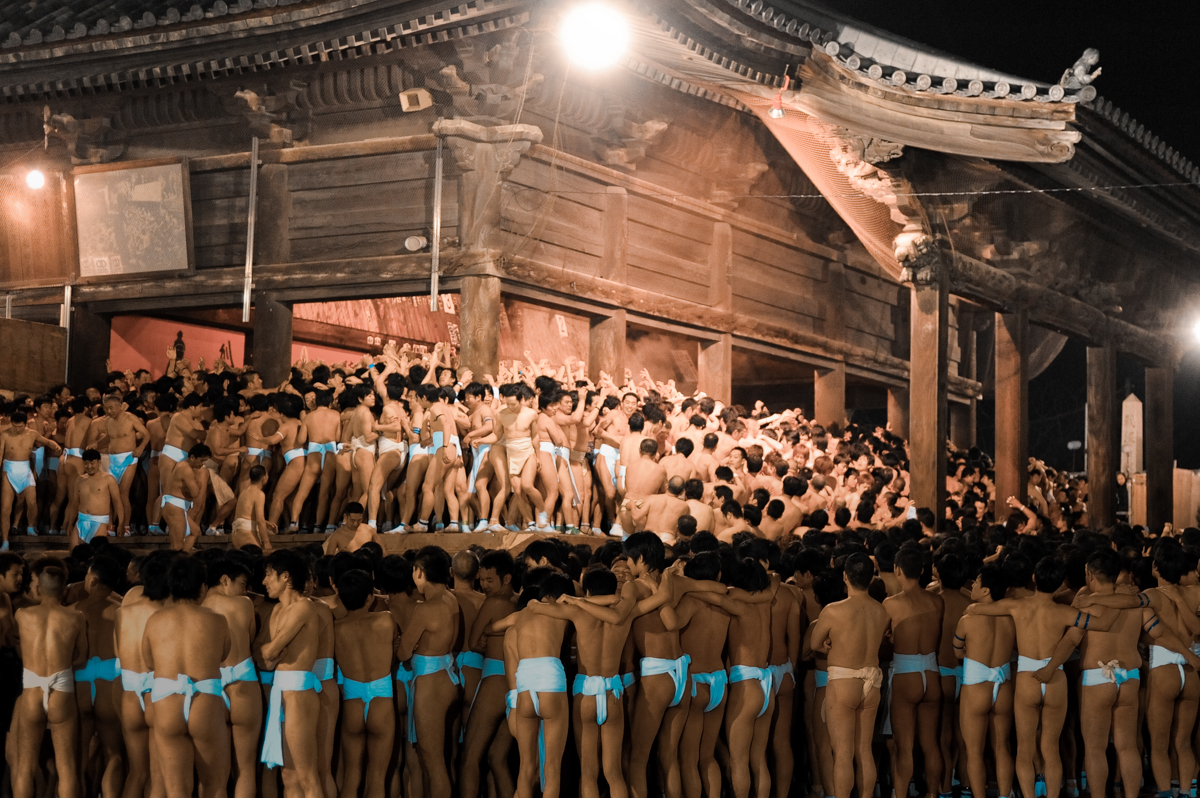
Hombres luchando por conseguir el shinji en el templo Saidai-ji

Una vez en el templo, sobre las 22:00, las luces se apagan y comienza la competición: un sacerdote lanza el artefacto de madera, que funciona como los antiguos talismanes, desde una ventana a una altura de cuatro metros.
Para hacerlo más difícil, se lanzan también otro tipo de objetos a la multitud; pero cuando cae por fin el objeto sagrado, comienza la lucha entre jóvenes, mayores, luchadores profesionales de sumo, y los yakuza (mafia japonesa), reconocidos por llevar el fundoshi en color negro en vez de blanco. En ese momento se crean olas de personas en movimiento incontrolables.
En Okayama se concentran cada año casi 10000 participantes con el objetivo de alcanzar el shinji y conseguir un año de buena suerte, pero de todos los que se presentan cada año, solo unos 50 no son de origen japonés.

### Condiciones y normas
Debido al peligro que conlleva, es necesario que se cumplan algunas normas para poder llevar a cabo el festival de una forma segura:
- Cada uno de los participantes debe preparar papeles con su nombre, tipo de sangre y número de emergencia y guardarlo de antemano bajo su vestimenta.

- Las peleas están prohibidas: aunque a veces la actitud ansiosa de los participantes rompe esta norma.

- No se puede beber

- No se puede llevar tatuajes.

## Naoi Shinji
Tiene lugar en el templo de Owari Okunitama Jinja en la ciudad de Inazawa en la prefectura de Aichi. Este festival tiene por objetivo conseguir tocar al Shin-otoko, persona elegida para ser el «hombre de la suerte». Se dice que todo el que llegue a tocarlo obtendrá un año de buena suerte.

### Historia
Según la religión Sintoísta, esta práctica religiosa comenzó en el Periodo Nara, más o menos el  año 767 D.C, debido a una época de enfermedades y malas cosechas El emperador Shotoku ordenó que se celebraran ceremonias de purificación, para ahuyentar todos los males del territorio. Para ello se elegía a un ciudadano, el Shin-Otoko (el Hombre de la Suerte o el hombre espíritu). El día 13 de enero del calendario lunar se capturaba indistintamente a un hombre, los únicos que no podían elegirse eran los samuráis, los niños, las mujeres, los sacerdotes y los mendigos. Para atraparlo se dirigían a él con lanzas, espadas y con el tessho, una rama del árbol Sakaki con pequeñas campanas, un talismán y un cuchillo atados a ella. El hombre debía afeitarse todo el vello corporal y después lo llevaban al santuario, dónde lo ofrecían como sacrificio. Antes del amanecer del día siguiente, el cuerpo del Shin–Otoko se llevaba fuera del territorio sagrado.
Debido a la brutalidad que acarreaba aquel acto y a las revueltas que causaba, el festival se ilegalizó en 1744,  durante el mandato de Oda Nobunaga. Más tarde, a comienzos de la Era Meiji, sobre el año 1867, el rito volvió a instaurarse, pero de la manera en la que lo conocemos hoy en día.

### Procedimiento
Hoy en día el Shin-Otoko no se captura como antes, sino que se presentan varios voluntarios de los que solamente se elegirá a uno. Este, siguiendo la tradición, debe retirar todo el vello de su cuerpo para purificarse, excepto las cejas y las pestañas. Durante tres días permanece en el templo y solamente puede abastecerse de agua y arroz.
El tercer día todos los hombres asistentes al festival hacen desfiles por la ciudad llevando el Naoi-zasa al templo Kounomiya. El Naoi-zasa es un gran palo de bambú envuelto con telas con mensajes de plegaria escritos por aquellos que no pueden participar en el rito. Una vez llegan al santuario, el conjunto de hombres tiene que esperar a la llegada del Shin-otoko.
A las 15:00, se realiza un rito sintoísta; acto seguido el sacerdote agita el tessho (árbol sakaki decorado con talismanes, una «campanita» y un cuchillo) frente a los participantes y da comienzo al acto para que los hombres comiencen a aproximarse al Shin-otoko y lo toquen. Es necesario que haya personal de seguridad lo proteja debido a la cantidad de personas que se abalanzan hacia él.

## Tamaseseri
El festival tiene lugar en el templo Hakozaki, en la ciudad de Fukuoka, prefectura de Fukuoka. En este caso el objetivo de los concursantes consiste en levantar una bola de 8 kilogramos de peso y 30 centímetros de diámetro, llamada takara-no-tama, y hacérsela llegar al sacerdote.

### Historia
El templo Hakozaki se fundó en el año 923. Tradicionalmente estaba dedicado al dios Hachiman, conocido como el patrón de los granjeros y de los pescadores. Este dios también era conocido como el dios de la guerra y el protector del pueblo japonés. Se dice que el festival tuvo su comienzo hace unos 500 años y que este tiene que ver con la leyenda del dios Dragón, Riujin. Se conoce como el dragón de la buena fe, relacionado también con la agricultura, la lluvia y las cosechas. La leyenda cuenta que Ryujin le dio 2 gemas a la emperatriz Jingu para que pudiese defenderse de la marina coreana. La gema «Kanju» y la gema «Manju» fueron la ayuda necesaria para ganar la batalla contra la marina coreana.

### Procedimiento

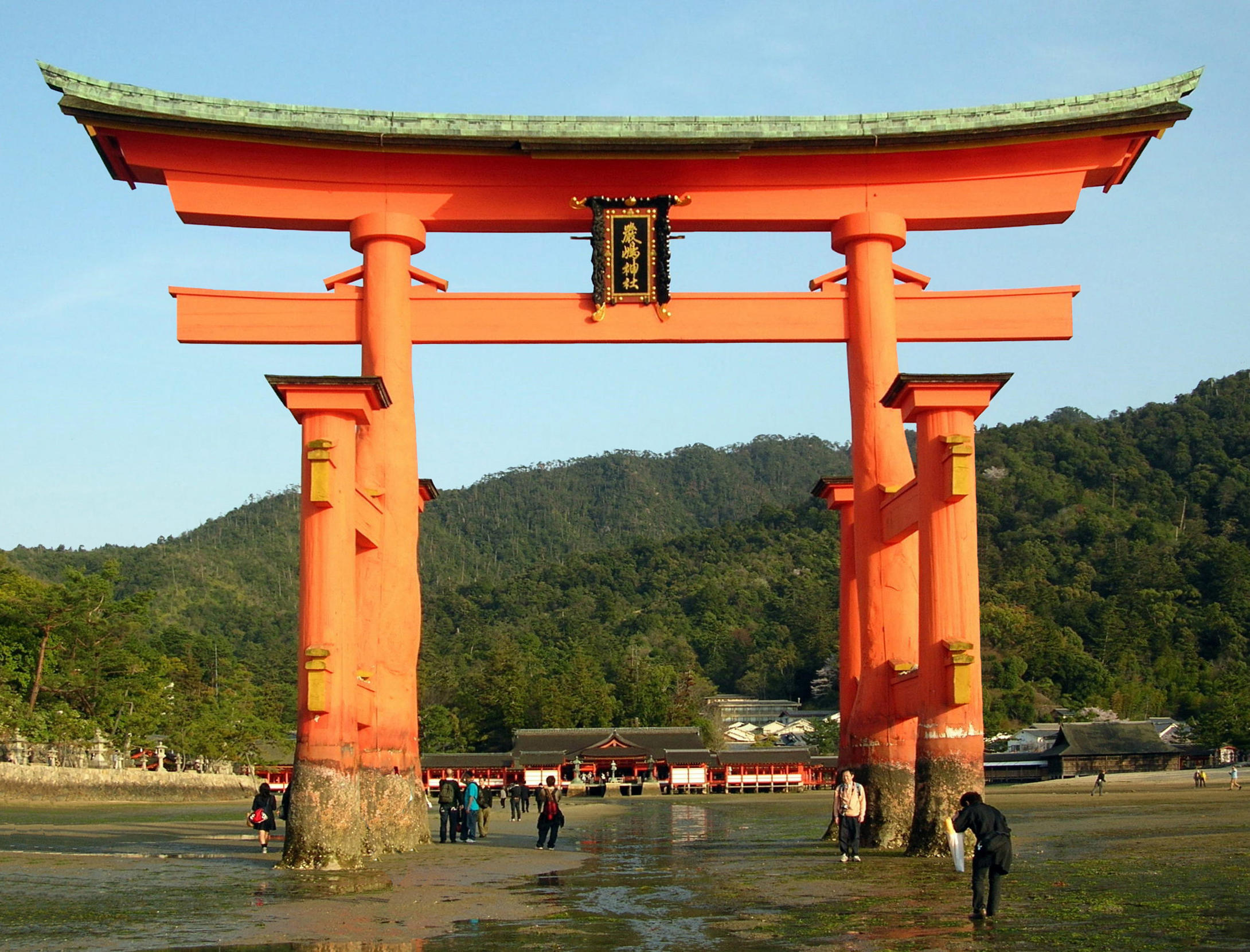
Ejemplo de la puerta Torii

Los hombres que participan en este festival también se visten solamente con el fundoshi. Además, los participantes deben dividirse en dos equipos: los hombres de la tierra y los del mar
A las 13:00, la bola del yin y la del yang, que representan respectivamente lo femenino y lo masculino, se conducen al templo. Más tarde, los niños llevan la bola del yang hacia el templo Hakozaki, hasta que se la pasan a los verdaderos participantes, que los están esperando a mitad de camino. Se crea una gran agitación y entusiasmo entre la multitud en el momento que los hombres cruzan el Torii (puerta del templo) mientras se disputan la bola, a la vez que se les arrojan agua fría por encima, a pesar de ser invierno. Mientras tanto, la bola del yin no se mueve del templo, junto al sacerdote, que espera en otra de las puertas, el Romon, hasta que uno de los hombres le hagan llegar la bola.
En el caso de que el equipo que lo logre sea el de los granjeros, habrá un año de buenas cosechas; si, por el contrario, es el de los pescadores el que gana, se dará un año próspero para la pesca.